# ام شنتی ام
ام شانتی ام (به هندی: ओम शान्ति ओम) (به انگلیسی: Om Shanti Om) نام فیلم موزیکال سینمای هند (بالیوود) محصول سال ۲۰۰۷ میلادی است که شاهرخ خان به همراه دیپیکا پادوکن در آن هنرنمایی می‌کنند.
کارگردانی این فیلم را فرح خان به عهده دارد. فیلم در سال ۱۹۷۰ و سال ۲۰۰۰ میلادی اتفاق می‌افتد.
بازیگران معروف زیادی در این فیلم حضور کوتاه دارند از جمله: سلمان خان، تابو، کاریشما کاپور، اورمیلا ماتودنکار، زاید خان، سهیل خان، ارباز خان، مالایکا و آمریتا آرورا، رکا، سانجی دات، سیف علی خان و ….

## داستان
ام (شاهرخ خان) خرده بازیگری است که معمولاً نقش‌های کم‌اهمیت به او داده می‌شود او عاشق شانتی (دیپیکا پادوکن) که بازیگر بزرگی است شده و در صدد است علاقه اش را به او ابراز کند اما ناگهان متوجه می‌شود شانتی با فرد دیگری به نام مایکی (آرجون رامپال) که یکی از بهترین تهیه‌کننده‌های آن زمان بوده مخفیانه رابطه دارد و از او باردار است… ام بسیار ناراحت می‌شود و سعی در فراموش کردن شانتی دارد… مایکی برای حفظ آبروی خود تصمیم می‌گیرد شانتی را از بین ببرد… او شانتی را در ساختمانی در حال سوختن در آتش رها می‌کند… ام متوجه شده و سعی می‌کند شانتی را نجات دهد اما افرادی به او حمله می‌کنند و او را تا سرحد مرگ می‌زنند، وقتی که او به بیمارستان می‌رسد با تلاش‌های فراوان دکتر می‌میرد و در همان لحظه بچه بازیگر مشهور کاپور توسط دکتر متولد می‌شود که می‌توان گفت ام دوباره متولد شد. او به کمک پدرش بازیگر محبوب و مشهوری می‌شود جایزه بهترین بازیگر مرد را هم می‌گیرد و بعد در جشنی که همه بازیگران مشهور هستند مایکی را می‌بیند و برای اینکه انتقام شانتی را بگیرد، تصمیم می‌گیرد با مایکی که تازه از آمریکا آمده پروژه ام شانتی ام را بازسازی کنند. برای انتخاب بازیگری شبیه به شانتی تست بازیگری برگزار می‌کنند، در آخر هنگامی که تمامی مردم رفتند دختری از تاریکی وارد می‌شود در همان حال از ام تعریف می‌کند وقتی ام او را می‌بیند از شباهت زیادی که داشت سکوت می‌کند ولی با این تفاوت که اسم این بازیگر سندی است. ام از سندی می‌خواهد تا نقش روح شانتی را برای مایکی بازی کند و مایکی را بترساند… در آخر ام مایکی را به همان امارت سوخته می‌برد آن هم در حالی که مانند قبل بازسازی شده‌است. او را به کشتن شانتی محکوم می‌کند و مایکی هم تصمیم به کشتن ام می‌گیرد اما در آن لحظه شانتی وارد می‌شود و به مایکی می‌گوید که تو مرا زنده دفن کردی در حالیکه در آتش نسوخته بودم، دقیقاً زیر همین لوستر وقتی که او این را می‌گوید ام به شک می‌افتد … و دقیقاً وقتی که ام می‌خواست به مایکی شلیک کند شانتی می‌گوید که او را نکشد. بعد لوستر بزرگ روی مایکی می‌افتد و او را می‌کشد. بعد از این اتفاق وقتی سندی وارد می‌شود و از او به خاطر نیامدنش عذرخواهی می‌کند، شک او را به یقین تبدیل می‌کند. بعد با روح شانتی خداحافظی می‌کند و او به سمت آسمان‌ها می‌رود.